# ألان مارتن
ألان مارتن (بالإنجليزية: Alan Martin) (1 يناير 1989 بغلاسكو في المملكة المتحدة - ) هو لاعب كرة قدم بريطاني في مركز حراسة المرمى. شارك مع منتخب اسكتلندا تحت 19 سنة لكرة القدم ومنتخب اسكتلندا تحت 21 سنة لكرة القدم. أما مع النوادي، فقد لعب مع ليدز يونايتد ونادي أكرينغتون ستانلي ونادي كرو ألكساندرا ونادي ماذرويل وهاميلتون أكاديميكال ونادي كلايد ونادي بارو ونادي ألدرشوت تاون ونادي آير يونايتد.

## وصلات خارجية
- ألان مارتن على موقع قاعدة بيانات كرة القدم.إي يو (الإنجليزية)
- ألان مارتن على موقع Soccerbase.com (لاعب) (الإنجليزية)